# Gilmore Electric Company
Gilmore Electric Company war ein US-amerikanisches Unternehmen.

## Unternehmensgeschichte
E. A. Gilmore betrieb eine mechanische Werkstatt in Boston in Massachusetts. Dort stellte er 1905 einige Automobile her, die als Gilmore Electric vermarktet wurden. 1906 zog das Unternehmen innerhalb von Boston um und beschränkte sich auf die Tätigkeit als Werkstatt und Ladestation für Elektroautos.
Gründungs- und Auflösungsjahr sind nicht bekannt. Eine Anzeige von 1898 ist überliefert, allerdings mit der Ortsangabe South Boston. Eine Quelle gibt an, dass das Unternehmen 1904 existierte. Im März 1911 berichtete The New York Times über das Unternehmen aus South Boston.

## Fahrzeuge
Im Angebot standen ausschließlich Elektroautos. Eine Quelle meint, dass sie nach Kundenaufträgen entstanden.